# Chrotomys silaceus
Chrotomys silaceus is een knaagdier uit het geslacht Chrotomys dat voorkomt in de Central Cordillera van Luzon, in de provincies Kalinga, Benguet en Mountain Province, op 1900 tot 2500 m hoogte.
De soort werd oorspronkelijk geplaatst in het Australische geslacht Xeromys, omdat die ook de derde kies (m3) heeft verloren. Later, in 1898, werd hij in een apart geslacht, Celaenomys, nauw verwant aan Chrotomys, geplaatst. In 1992 werd hij naar Chrotomys verplaatst, omdat de kenmerken die Celaenomys van Chrotomys onderscheidden meestal niet consistent waren.
C. silaceus is een kleine soort met een korte dikke, bruin- tot zilvergrijze vacht met een duidelijke rugstreep. De schedel is smaller dan bij andere soorten. De kiezen zijn sterk gereduceerd; de derde kies ontbreekt bij de meeste exemplaren. Het karyotype is 2n=44, FN=52, net als bij C. gonzalesi.
Chrotomys gonzalesi · Chrotomys mindorensis · Chrotomys sibuyanensis · Chrotomys silaceus · Chrotomys whiteheadi